# مستشفى التضامن
مستشفي التضامن هي مستشفي في بورسعيد، بورسعيد، مصر.

## الوصف
مساحة المستشفي 11700 متر مربع وتتكون من 3 مباني وتحتوي علي 55 سرير و38 سرير قسم داخلي و16 كرسي أورام و25 كرسي أمراض دم و41 سرير للغسيل الكلوي و15 سرير رعاية و 2 سرير عزل و15 سرير طوارئ و1 سرير طوارئ عزل وغرفة مناظير ذات سرير واحد.
تحتوي المستشفي علي 9 عيادات (عيادة أورام وجراحة أورام - امراض الدم - جراحة عامة - باطنة - الأسنان - عظام - الألم - المناظير والجهاز الهضمي - الكلي).